# Marbla divisa
Marbla divisa este o molie din familia Erebidae care se găsește în zona subtropicală africană și este cunoscută în Republica Democrată Congo, Nigeria, Madagascar, Gabon, Sierra Leone, Guineea Ecuatorială și Zambia.
Anvergura aripilor este de aproximativ 38 – 40   mm.

## Legături externe
- en Picture of Marbla divisa on Africanmoths.com
- en Baza de date a genului Lepidoptera la Muzeul de istorie naturală